# Marbles (musikalbum av Marbles)
Marbles är det enda musikalbumet av musikgruppen Marbles från 1970. Den självbetitlade skivan släpptes efter duon hade splittrats.  

## Låtlista
Sida 1
1. I Can't See Nobody (Barry Gibb, Robin Gibb)
2. A House Is Not A Home (Burt Bacharach, Hal David)
3. Storybook Children (Taylor, Vera)
4. Daytime (Trevor Gordon)
5. By The Light Of The Burning Candle (Barry Gibb, Robin Gibb, Maurice Gibb)
6. Stay With Me Baby (Ragavoy, Weiss)

Sida 2
1. Only One Woman (Barry Gibb, Robin Gibb, Maurice Gibb)
2. To Love Somebody (Barry Gibb, Robin Gibb)
3. Breaking Up Is Hard To Do (Greenfield, Neil Sedaka)
4. Elizabeth Johnson (Trevor Gordon)
5. Little Laughing Girl (Graham Bonnet)
6. The Walls Fell Down (Barry Gibb, Robin Gibb, Maurice Gibb)

Albumet återutgavs på CD av Polydor i Australien 1994 under titeln "Marble-ized" med ett extra spår.
1. I Can't See Nobody (Barry Gibb, Robin Gibb)
2. A House Is Not A Home (Burt Bacharach, Hal David)
3. Storybook Children (Taylor, Vera)
4. Daytime (Trevor Gordon)
5. By The Light Of The Burning Candle (Barry Gibb, Robin Gibb, Maurice Gibb)
6. Stay With Me Baby (Ragavoy, Weiss)
7. Only One Woman (Barry Gibb, Robin Gibb, Maurice Gibb)
8. To Love Somebody (Barry Gibb, Robin Gibb)
9. Breaking Up Is Hard To Do (Greenfield, Neil Sedaka)
10. Elizabeth Johnson (Trevor Gordon)
11. Little Laughing Girl (Graham Bonnet)
12. The Walls Fell Down (Barry Gibb, Robin Gibb, Maurice Gibb)
13. Love You (Barry Gibb, Robin Gibb, Maurice Gibb)

Repertoire Records i Storbritannien återutgav albumet 2003, även detta med bonusspår.
1. I Can't See Nobody (Barry Gibb, Robin Gibb)
2. A House Is Not A Home (Burt Bacharach, Hal David)
3. Storybook Children (Taylor, Vera)
4. Daytime (Trevor Gordon)
5. By The Light Of The Burning Candle (Barry Gibb, Robin Gibb, Maurice Gibb)
6. Stay With Me Baby (Ragavoy, Weiss)
7. Only One Woman (Barry Gibb, Robin Gibb, Maurice Gibb)
8. To Love Somebody (Barry Gibb, Robin Gibb)
9. Breaking Up Is Hard To Do (Greenfield, Neil Sedaka)
10. Elizabeth Johnson (Trevor Gordon)
11. Little Laughing Girl (Graham Bonnet)
12. The Walls Fell Down (Barry Gibb, Robin Gibb, Maurice Gibb)
13. Only One Woman [Mono Single Version] (Barry Gibb, Robin Gibb, Maurice Gibb)
14. By The Light Of The Burning Candle [Mono Single Version] (Barry Gibb, Robin Gibb, Maurice Gibb)
15. The Walls Fell Down [Mono Single Version] (Barry Gibb, Robin Gibb, Maurice Gibb)
16. Love You [Mono Single Version] (Barry Gibb, Robin Gibb, Maurice Gibb)
17. I Can't See Nobody [Mono Single Version] (Barry Gibb, Robin Gibb)
18. Little Boy [Mono Single Version] (Barry Gibb, Maurice Gibb)